# L'Horticulteur Universel
L'Horticulteur Universel (abreviado Hort. Universel) fue una revista con ilustraciones y descripciones botánicas que se editó en París en tres series en los años 1839-1845 con el nombre de L'Horticulteur Universel, Journal Général des Jardiniers et Amateurs.

## Publicación
- Vols. 1-6, 1839-1844;
- ser. 2, 1 vol., 1847;
- ser. 3, 1 vol. 1847